# Aglyptodactylus securifer
Aglyptodactylus securifer é uma espécie de anfíbio da família Mantellidae.
É endémica de Madagáscar.
Os seus habitats naturais são: florestas secas tropicais ou subtropicais , florestas subtropicais ou tropicais húmidas de baixa altitude, rios intermitentes, pântanos, marismas de água doce e marismas intermitentes de água doce.
Está ameaçada por perda de habitat.